# Mirsad Hibić
Mirsad Hibić (Zenica, 11 novembre 1973) è un ex calciatore bosniaco, di ruolo difensore.

## Statistiche

### Cronologia presenze e reti in nazionale
| Cronologia completa delle presenze e delle reti in nazionale ― Bosnia ed Erzegovina | Cronologia completa delle presenze e delle reti in nazionale ― Bosnia ed Erzegovina | Cronologia completa delle presenze e delle reti in nazionale ― Bosnia ed Erzegovina | Cronologia completa delle presenze e delle reti in nazionale ― Bosnia ed Erzegovina | Cronologia completa delle presenze e delle reti in nazionale ― Bosnia ed Erzegovina | Cronologia completa delle presenze e delle reti in nazionale ― Bosnia ed Erzegovina | Cronologia completa delle presenze e delle reti in nazionale ― Bosnia ed Erzegovina | Cronologia completa delle presenze e delle reti in nazionale ― Bosnia ed Erzegovina |
| Data                                                                                | Città                                                                               | In casa                                                                             | Risultato                                                                           | Ospiti                                                                              | Competizione                                                                        | Reti                                                                                | Note                                                                                |
| ----------------------------------------------------------------------------------- | ----------------------------------------------------------------------------------- | ----------------------------------------------------------------------------------- | ----------------------------------------------------------------------------------- | ----------------------------------------------------------------------------------- | ----------------------------------------------------------------------------------- | ----------------------------------------------------------------------------------- | ----------------------------------------------------------------------------------- |
| 8-6-1997                                                                            | Copenaghen                                                                          | Danimarca                                                                           | 2 – 0                                                                               | Bosnia ed Erzegovina                                                                | Qual. Mondiali 1998                                                                 | -                                                                                   | 48’                                                                                 |
| 20-8-1997                                                                           | Sarajevo                                                                            | Bosnia ed Erzegovina                                                                | 3 – 0                                                                               | Danimarca                                                                           | Qual. Mondiali 1998                                                                 | -                                                                                   | 47’                                                                                 |
| 3-6-1998                                                                            | Skopje                                                                              | Macedonia del Nord                                                                  | 1 – 1                                                                               | Bosnia ed Erzegovina                                                                | Amichevole                                                                          | -                                                                                   |                                                                                     |
| 19-8-1998                                                                           | Sarajevo                                                                            | Bosnia ed Erzegovina                                                                | 1 – 0                                                                               | Fær Øer                                                                             | Qual. Euro 2000                                                                     | -                                                                                   |                                                                                     |
| 5-9-1998                                                                            | Sarajevo                                                                            | Bosnia ed Erzegovina                                                                | 1 – 1                                                                               | Estonia                                                                             | Qual. Euro 2000                                                                     | -                                                                                   |                                                                                     |
| 10-10-1998                                                                          | Sarajevo                                                                            | Bosnia ed Erzegovina                                                                | 1 – 3                                                                               | Rep. Ceca                                                                           | Qual. Euro 2000                                                                     | -                                                                                   | 81’                                                                                 |
| 10-3-1999                                                                           | Budapest                                                                            | Ungheria                                                                            | 1 – 1                                                                               | Bosnia ed Erzegovina                                                                | Amichevole                                                                          | -                                                                                   |                                                                                     |
| 5-6-1999                                                                            | Sarajevo                                                                            | Bosnia ed Erzegovina                                                                | 2 – 0                                                                               | Lituania                                                                            | Qual. Euro 2000                                                                     | -                                                                                   |                                                                                     |
| 9-6-1999                                                                            | Toftir                                                                              | Fær Øer                                                                             | 2 – 2                                                                               | Bosnia ed Erzegovina                                                                | Qual. Euro 2000                                                                     | -                                                                                   |                                                                                     |
| 4-9-1999                                                                            | Sarajevo                                                                            | Bosnia ed Erzegovina                                                                | 1 – 2                                                                               | Scozia                                                                              | Qual. Euro 2000                                                                     | -                                                                                   |                                                                                     |
| 8-9-1999                                                                            | Teplice                                                                             | Rep. Ceca                                                                           | 3 – 0                                                                               | Bosnia ed Erzegovina                                                                | Qual. Euro 2000                                                                     | -                                                                                   |                                                                                     |
| 29-3-2000                                                                           | Zenica                                                                              | Bosnia ed Erzegovina                                                                | 1 – 0                                                                               | Macedonia del Nord                                                                  | Amichevole                                                                          | -                                                                                   |                                                                                     |
| 16-8-2000                                                                           | Sarajevo                                                                            | Bosnia ed Erzegovina                                                                | 2 – 0                                                                               | Turchia                                                                             | Amichevole                                                                          | -                                                                                   | 46’                                                                                 |
| 2-9-2000                                                                            | Sarajevo                                                                            | Bosnia ed Erzegovina                                                                | 1 – 2                                                                               | Spagna                                                                              | Qual. Mondiali 2002                                                                 | -                                                                                   |                                                                                     |
| 11-10-2000                                                                          | Tel Aviv                                                                            | Israele                                                                             | 3 – 1                                                                               | Bosnia ed Erzegovina                                                                | Qual. Mondiali 2002                                                                 | -                                                                                   |                                                                                     |
| 24-3-2001                                                                           | Sarajevo                                                                            | Bosnia ed Erzegovina                                                                | 1 – 1                                                                               | Austria                                                                             | Qual. Mondiali 2002                                                                 | -                                                                                   |                                                                                     |
| 28-3-2001                                                                           | Vaduz                                                                               | Liechtenstein                                                                       | 0 – 3                                                                               | Bosnia ed Erzegovina                                                                | Qual. Mondiali 2002                                                                 | -                                                                                   |                                                                                     |
| 2-6-2001                                                                            | Oviedo                                                                              | Spagna                                                                              | 4 – 1                                                                               | Bosnia ed Erzegovina                                                                | Qual. Mondiali 2002                                                                 | -                                                                                   | 61’                                                                                 |
| 15-8-2001                                                                           | Sarajevo                                                                            | Bosnia ed Erzegovina                                                                | 2 – 0                                                                               | Malta                                                                               | Amichevole                                                                          | -                                                                                   |                                                                                     |
| 1-9-2001                                                                            | Sarajevo                                                                            | Bosnia ed Erzegovina                                                                | 0 – 0                                                                               | Israele                                                                             | Qual. Mondiali 2002                                                                 | -                                                                                   |                                                                                     |
| 5-9-2001                                                                            | Vienna                                                                              | Austria                                                                             | 2 – 0                                                                               | Bosnia ed Erzegovina                                                                | Qual. Mondiali 2002                                                                 | -                                                                                   |                                                                                     |
| 7-10-2001                                                                           | Zenica                                                                              | Bosnia ed Erzegovina                                                                | 5 – 0                                                                               | Liechtenstein                                                                       | Qual. Mondiali 2002                                                                 | -                                                                                   |                                                                                     |
| 27-3-2002                                                                           | Sarajevo                                                                            | Bosnia ed Erzegovina                                                                | 4 – 4                                                                               | Macedonia del Nord                                                                  | Amichevole                                                                          | -                                                                                   |                                                                                     |
| 17-4-2002                                                                           | Zagabria                                                                            | Croazia                                                                             | 2 – 0                                                                               | Bosnia ed Erzegovina                                                                | Amichevole                                                                          | -                                                                                   |                                                                                     |
| 21-8-2002                                                                           | Sarajevo                                                                            | Bosnia ed Erzegovina                                                                | 0 – 2                                                                               | Jugoslavia                                                                          | Amichevole                                                                          | -                                                                                   |                                                                                     |
| 7-9-2002                                                                            | Sarajevo                                                                            | Bosnia ed Erzegovina                                                                | 0 – 3                                                                               | Romania                                                                             | Qual. Euro 2004                                                                     | -                                                                                   | 52’                                                                                 |
| 11-10-2002                                                                          | Sarajevo                                                                            | Bosnia ed Erzegovina                                                                | 1 – 1                                                                               | Germania                                                                            | Amichevole                                                                          | -                                                                                   |                                                                                     |
| 16-10-2002                                                                          | Oslo                                                                                | Norvegia                                                                            | 2 – 0                                                                               | Bosnia ed Erzegovina                                                                | Qual. Euro 2004                                                                     | -                                                                                   |                                                                                     |
| 12-2-2003                                                                           | Cardiff                                                                             | Galles                                                                              | 2 – 2                                                                               | Bosnia ed Erzegovina                                                                | Amichevole                                                                          | -                                                                                   |                                                                                     |
| 2-4-2003                                                                            | Copenaghen                                                                          | Danimarca                                                                           | 0 – 2                                                                               | Bosnia ed Erzegovina                                                                | Qual. Euro 2004                                                                     | -                                                                                   |                                                                                     |
| 7-6-2003                                                                            | Craiova                                                                             | Romania                                                                             | 2 – 0                                                                               | Bosnia ed Erzegovina                                                                | Qual. Euro 2004                                                                     | -                                                                                   |                                                                                     |
| 6-9-2003                                                                            | Zenica                                                                              | Bosnia ed Erzegovina                                                                | 1 – 0                                                                               | Norvegia                                                                            | Qual. Euro 2004                                                                     | -                                                                                   |                                                                                     |
| 10-9-2003                                                                           | Lussemburgo                                                                         | Lussemburgo                                                                         | 0 – 1                                                                               | Bosnia ed Erzegovina                                                                | Qual. Euro 2004                                                                     | -                                                                                   | 51’                                                                                 |
| 11-10-2003                                                                          | Sarajevo                                                                            | Bosnia ed Erzegovina                                                                | 1 – 1                                                                               | Danimarca                                                                           | Qual. Euro 2004                                                                     | -                                                                                   |                                                                                     |
| 28-4-2004                                                                           | Zenica                                                                              | Bosnia ed Erzegovina                                                                | 1 – 0                                                                               | Finlandia                                                                           | Amichevole                                                                          | -                                                                                   | 6’                                                                                  |
| Totale                                                                              |                                                                                     | Presenze                                                                            | 35                                                                                  |                                                                                     | Reti                                                                                | 0                                                                                   |                                                                                     |

## Palmarès

### Club

#### Competizioni nazionali
- Campionato croato: 3

Hajduk Spalato: 1992, 1993-1994, 1994-1995
- Coppa di Croazia: 2

Hajduk Spalato: 1992-1993, 1994-1995
- Supercoppa di Croazia: 3

Hajduk Spalato: 1992, 1993, 1994
- Segunda Division: 1

Atletico Madrid: 2001-2002